# بازگشت کازانووا
«بازگشت کازانووا» (فرانسوی: Le Retour de Casanova‎) یک فیلم به کارگردانی ادوار نیرمانس است که در سال ۱۹۹۲ منتشر شد. از بازیگران آن می‌توان به آلن دلون، الزا لونگینی، فابریس لوکینی، وادک استانچاک و فیلیپ لروی اشاره کرد.